# فلم أبد الذي تحنو ضلوعي
فَلَمْ أُبْدِ الَّذِي تَحْنُو ضُلُوعِي هو مطلعُ بيتٍ شعريٍ منتشرٌ في المؤلفات وعلى الإنترنت، يُنسب تارةً إلى هدبة بن الخشرم، وتارةً أخرى إلى «أبو العيصِ بن حِزام». والبيتُ هو:

## نسبة البيت

### هدبة بن الخشرم
هُدبة بن الخَشرم بن كُرْز بن أبي حيّةَ (أبو سليمان؛ قُتل في 57 هجريًا) هو شاعرٌ أموي فصيحٌ. يذكر كتاب «شعر هُدبة بن الخشرم العُذري» بأنه «لم يُحفظ إلا جزءٌ يسيرُ من شعره، وذلك لأنه قتل شابًا، والشعر الذي وصلنا أكثره قاله في السجن وعند الموت»، ويُلقب «هُدبة العذري» وذلك لأنهُ من قبيلة عذرة. يذكر الكتاب أيضًا بأنَّ «ليس في مصادر هدبة شيءٌ عن حياته وشعره، إلا ما كان بينه وبين ابن عمه زيادة من المقاتلة التي أفضت إلى سجنه، وكل أخباره تنحصر في هذه الفترة فترة سجنه وقتله صبرًا». قُتل هُدبة في حَرّةِ المدينة عام 57 هجريًا، ويُقال بأنه أولُ من أُقيد منه في الإسلام. بكاه أخوه واسع بن الخشرم لما قتل، فقال:

#### البيت
تنسبُ العديد من المصادر البيت إلى هدبة، ومنها ما يذكره لويس شيخو في بحثٍ تحت عنوان «شعراء النصرانيَّة بعد الإسلام» منشورٍ في العدد الثاني من مجلة المشرق بتاريخ 1 فبراير/شباط 1924 م، حيث يذكر «ومن جيَد شعرهِ قصيدتُه البائيَّة التي قالها في الحبس جمعناها من كتب مختلفة كأمالي القاني (1:72) والحماسة البصريَّة (ص37) وخزانة الأدب (4:82-83) (من الوافر)»، ويرد البيت أعلاه ضمن السطر 18 في القصيدة. كما نسبه إلى هدبة أيضًا كتاب «شعر هُدبة بن الخشرم العُذري» الصادر عام 1976 م، وكتاب «الشعراء الذين رثوا أنفسهم قبل الموت» الصادر عام 1992 م، وكتاب «الاغتراب في الشعر الأموي» الصادر عام 1997 م.

### أبو العيص بن حزام
لم تذكر المصادر أي معلوماتٍ حول شخصيةٍ تُسمى أبو العيص بن حزام، ويقول أحمد محمد شاكر في تحقيقه لكتاب «لباب الآداب» لأسامة بن منقذ بأنه «لم أجد هذا الشاعر»، كما يُكمل بأنَّ الشريف المرتضى قد سماه «أبا العيص بن خزام -بالخاء المعجمة- بن عبد الله بن قتادة المازني» في كتاب أمالي المرتضى.

#### البيت
ينسبُ كتاب «لباب الآداب» لأسامة بن منقذ والذي حققه أحمد محمد شاكر إلى «أبو العيص بن حزام»، ويُوضح المُحقق في هامش الكتاب بأنه «لم أجد هذا الشاعر، ولكن الشريف المرتضى ذكر البيت في أماليه (ج4 ص128-129) وسماه "أبا العيص بن خزام -بالخاء المعجمة- بن عبد الله بن قتادة المازني"، ولم أجزم بترجيح قوله أو قول المؤلف، وقد يكون ما هناك خطأ من الطبع». كما نسبه إلى أبو العيص كتاب «معجم أجمل ما كتب شعراء العربية» الصادر عام 2002 م تحت «فصل الباء المضمومة»، حيث يذكر «يقول أبو العيص بن حِزَام في الصاحب المخلص»، وكتاب «حماسة القرشي» الصادر عام 1995 م، ويذكر «وقال أبو العيص بن حزام المازني (الوافر)».

### أخرى
نسبه كتاب «الأبواب النحوية المتشابهة» الصادر عام 2007 م إلى مجهول، حيث يذكره تحت «قال آخر».

## إعراب البيت

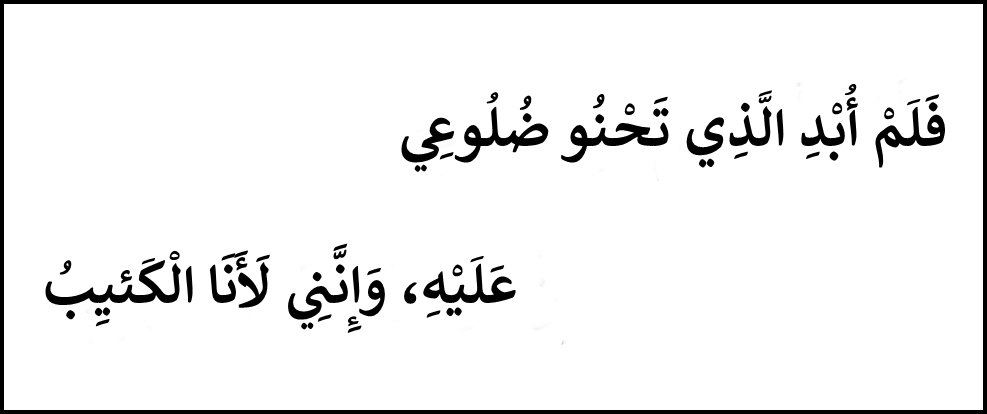
بيت الشعر

تُعرب كلمات الشطر الأول «فَلَمْ أُبْدِ الَّذِي تَحْنُو ضُلُوعِي»:
- فَ: حرف استئناف مبني على الفتح لا محل له من الإعراب
- لَم: حرف نفي وجزم وقلب مبني على السكون
- أُبدِ: فعل مضارع مجزوم وعلامة جزمه حذف حرف العلة، والفاعل ضمير مستتر وجوبا تقديره (أنا)
- الَّذي: اسم موصول مبني على السكون في محل نصب مفعول به
- تَحنو: فعل مضارع مرفوع وعلامة رفعه الضمة المقدرة على آخره
- ضُلوع: فاعل مرفوع وعلامة رفعه الضمة المقدرة على ما قبل ياء المتكلم، ي: ضمير مبني في محل جر مضاف إليه والجملة لا محل لها صلة الموصول.

تُعرب كلمات الشطر الثاني «عَلَيْهِ، وَإِنَّنِي لَأَنَا الْكَئيِبُ»:
- عَلي: حرف جر مبني على السكون، هِ: ضمير مبني على الكسر في محل جر ب (على)
- و: واو الحال حرف مبني على الفتح، إِنَّ: حرف توكيد ونصب مبني على الفتح، ن: للوقاية حرف مبني على الكسر، ي: ضمير مبني على السكون في محل نصب اسم (إن)
- ل: لام التوكيد حرف مبني على الفتح، أَنا: ضمير مبني على السكون في محل رفع مبتدأ
- الكئيبُ: خبر المبدأ مرفوع وعلامة رفعه الضمة الظاهرة
- وجملة (أنا الكئيب) في محل رفع خبر (إن)، وجملة (وإنني لأنا الكئيب) في محل نصب حال